# McGrew (Nebraska)
McGrew je selo u američkoj saveznoj državi Nebraska. Prema popisu stanovništva iz 2010. u njemu je živjelo 105 stanovnika.